# Sinotyrannus
Sinotyrannus is een geslacht van theropode dinosauriërs, behorend tot de Coelurosauria, dat tijdens het vroege Krijt leefde in het gebied van het huidige China. De enige benoemde soort is Sinotyrannus kazuoensis.

## Vondst en naamgeving
De typesoort Sinotyrannus kazuoensis is in 2009 benoemd en beschreven door Ji Qiang, Ji Shuan en Zhang Lijun. De geslachtsnaam is afgeleid van het Latijnse Sina, "China" en het Klassiek Griekse tyrannos, "heerser", een verwijzing naar de plaatsing in de tyrannosauriërs. De soortaanduiding verwijst naar het district Kazuo in Liaoning.

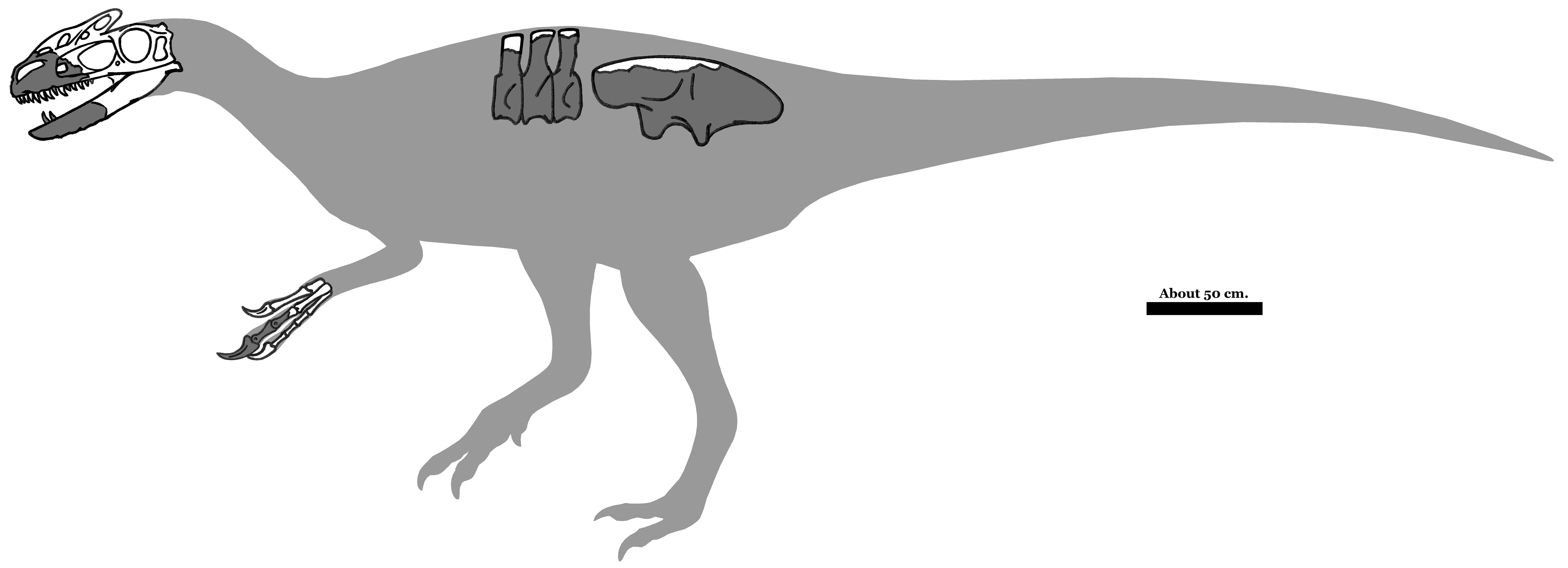
Diagram van de gevonden skeletelementen in het donkergrijs

Het fossiel, holotype KZV-001, is nabij Dachengzi opgegraven in de Jiufotangformatie in de Jehol-groep, in een laag van ongeveer 120 miljoen jaar oud die dateert uit het late Aptien of misschien vroege Albien. Het bestaat uit een gedeeltelijke schedel. De voorkant van de snuit en onderkaken is bewaard gebleven. Verder zijn er nog stukken van de rest van het skelet gevonden: drie aaneengesloten ruggenwervels, ribben, twee darmbeenderen, de bovenkanten van de schaambeenderen, stukken van de zitbeenderen en drie kootjes van een tweede vinger. De bekkenelementen zijn voornamelijk bewaard gebleven als natuurlijke afgietsels.

## Beschrijving
Sinotyrannus is een grote roofsauriër met een lengte van ongeveer negen à tien meter. Hij is daarmee het grootste roofdier dat uit de hele Jehol Biota bekend is en kennelijk de toppredator in zijn ecosysteem. In 2010 stelde Thomas Robert Holtz dat de lengte eerder zes meter geweest was omdat de beschrijvers onjuist geëxtrapoleerd zouden hebben uit de langwerpige snuit, deze vergelijkend met Tyrannosauridae met een korte snuit. Latere onderzoekers concludeerden echter dat de bekkenlengte toch wees op een aanzienlijke grootte. In 2016 schatte Gregory S. Paul de lichaamslengte op negen meter, het gewicht op tweeënhalve ton. Stephen Brusatte gaf datzelfde jaar nog een wat lagere massa aan van anderhalve ton.
De oorspronkelijke diagnose is van beperkte waarde omdat de fylogenetische positie niet correct bepaald werd en het dus onduidelijk was met welke andere taxa de soort precies vergeleken moest worden.
De oorspronkelijke lengte van de schedel is geschat op één meter. De schedel is laag en langwerpig. Het bewaarde stuk voorste schedel is ongeveer een halve meter lang, draagt grote naar achteren gebogen platte tanden en heeft grote langwerpige neusgaten die bijna horizontaal liggen. Het onderste deel van de snuitpunt loopt verticaal en gaat met een duidelijke knik over in de meer schuin naar achteren gelegen basis van de opgaande tak van de praemaxilla. Het neusgat heeft een lengte gelijk aan de eerste zeven tanden van de maxillaire tandrij wat erop dat dat het meer dan een vijfde van de schedellengte zal hebben beslagen. Bij de meeste tyrannosauroïden is de lengte maar gelijk aan vier of vijf tandposities. Een uitzondering zijn Proceratosaurus en Guanlong waar de naris zelfs acht a negen tandposities lang is; het kenmerk duidt dan ook op een directe verwantschap met deze proceratosauriden. De buitenste zijwand van de achterste tak van de praemaxilla is niet naar boven geroteerd. De voorste bovenrand van het bovenkaaksbeen heeft een hol profiel. Dit leidt ertoe dat de voorste tak van het bovenkaaksbeen lang is. De fenestra maxillaris ligt geheel voor de voorrand van de fenestra antorbitalis maar raakt de onderzijde van de uitholling daarvan niet, wel de voorzijde. Die onderzijde loopt horizontaal, niet schuin naar beneden en achteren. Het bovenkaaksbeen bewaart tien tandkassen. De tanden hebben kartelingen op beide snijranden. Die op de voorste snijrand zijn niet duidelijk kleiner dan die op de achterste rand. Het bovenkaaksbeen heeft intern een hoge verbinding met het verhemeltebeen die in binnenste zijaanzicht de zwellingen waarin de tandwortels zich bevinden bedekt. Een voorste stukje van de neusbeenderen is bewaard. Wellicht is daarop net de voorste aanzet van een neuskam zichtbaar. De onderkaken zijn krachtig gebouwd. Ze buigen vooraan wat naar boven. Het dentarium heeft op de buitenste zijkant een scherp ingesneden groeve waar de openingen van de aderkanalen in liggen.
De ruggenwervels hebben hoge doornuitsteeksels. Het darmbeen heeft een basale vorm met een kort voorblad, een bolle bovenrand en een spits achterblad zonder lob. Het profiel van het blad is dus niet rechthoekig maar meer ovaal. Het aanhangsel voor het schaambeen is een robuuste structuur met onderaan een schuin naar voren gericht facet zodat ook het schaambeen duidelijk naar voren steekt. Door een breuk is niet vaststelbaar of er een brede inham is tussen het voorblad en het aanhangsel voor het schaambeen. De richel die van het heupgewricht uit naar boven loopt over de buitenkant van het blad van het darmbeen bereikt de bovenrand daarvan, een basaal kenmerk. Die richel is ook aan de dikke kant met een breedte van ongeveer 21% van de lengte; bij meer afgeleide vormen duikt die waarde onder een vijfde.
De lengte van de vinger wijst op vrij lange armen. De tweede handklauw is echter niet bijzonder vergroot en is niet sterk gekromd. De klauw heeft aan beide zijden een "bloedgroeve".

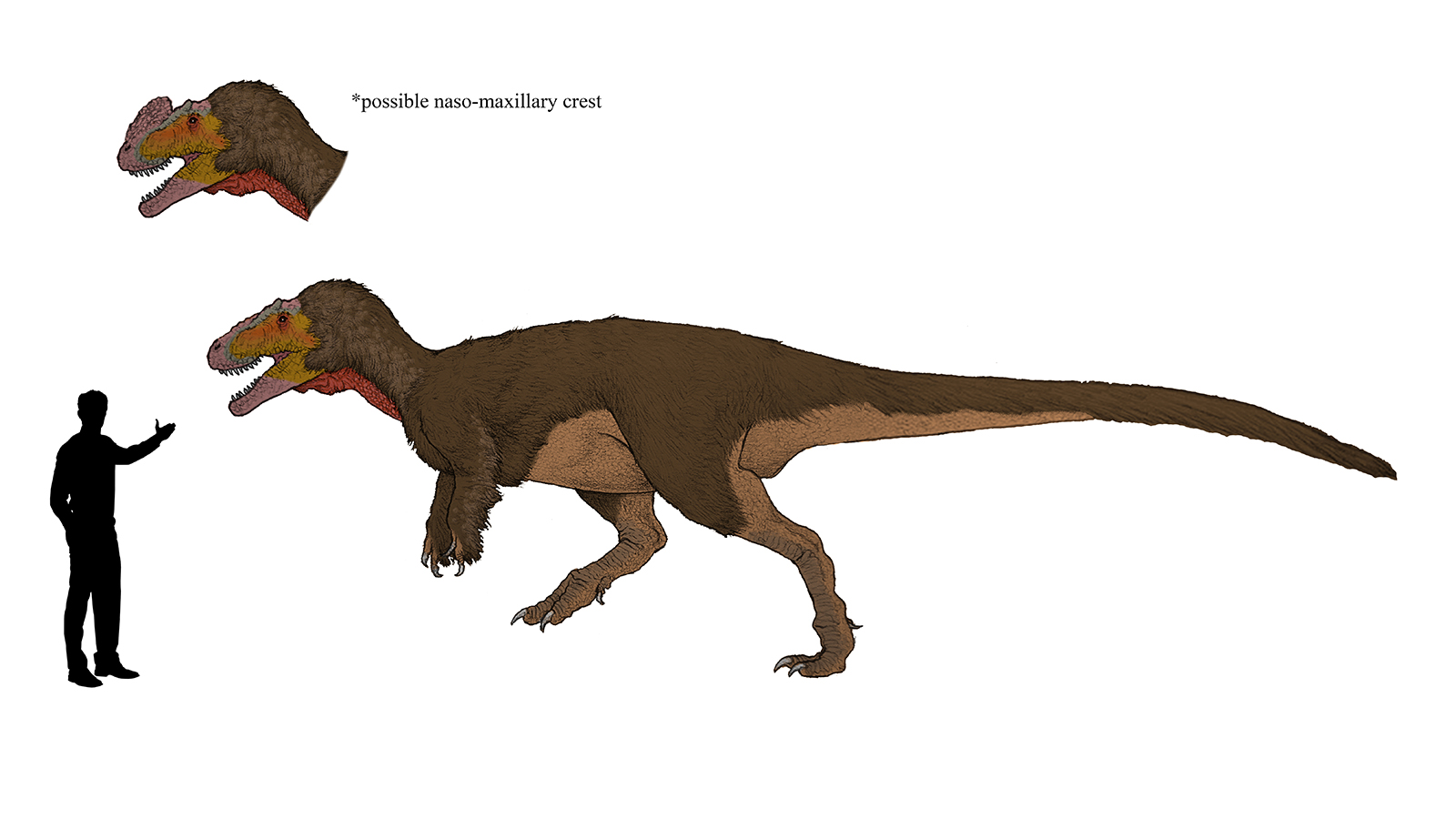
Sinotyrannus afgebeeld met een verenkleed; bovenaan de optie met een snuitkam

Meestal wordt aangenomen dat basale tyrannosauroïden warmbloedig en bevederd waren.

## Fylogenie
De beschrijvers hebben Sinotyrannus basaal geplaatst in de Tyrannosauroidea wegens de hoge opbouw van de praemaxillae, van het voorste stuk van de onderkaken, en de aanwezigheid van een verticale middenrichel op het blad van het darmbeen. Hij is de oudste werkelijk grote tyrannosauroïde die bekend is en ook een van de oudste in het algemeen. Eén eigenschap wijst op een mogelijke verwantschap met de latere Tyrannosauridae, namelijk dat hij daarvan hij de grootte benadert; hij is ook de grootste bekende tyrannosauroïde buiten de Tyrannosauridae. De beschrijvers speculeerden dat zo'n nauwe verwantschap ook werkelijk bestond. Het 77 centimeter lange darmbeen echter lijkt meer op dat van Stokesosaurus. Latere analyses toonden een plaatsing in de tyrannosauroïde Proceratosauridae. In dat geval is Sinotyrannus de jongst bekende proceratosauride.
Het volgende kladogram toont een mogelijke positie van Sinotyrannus in de Tyrannosauroidea.
|  | Proceratosaurus bradleyi |
|  |                          |
|  | Kileskus aristotocus     |
|  |                          |
|  | Guanlong wucaii          |
|  |                          |

|  | Sinotyrannus kazuoensis                                                          |
|  |                                                                                  |
|  | \| \| Juratyrant langhami \| \| \| \| \| \| Stokesosaurus clevelandi \| \| \| \| |
|  |                                                                                  |
|  | Juratyrant langhami                                                              |
|  |                                                                                  |
|  | Stokesosaurus clevelandi                                                         |
|  |                                                                                  |

|  | Juratyrant langhami      |
|  |                          |
|  | Stokesosaurus clevelandi |
|  |                          |

|  | Proceratosaurus bradleyi |
|  |                          |
|  | Kileskus aristotocus     |
|  |                          |
|  | Guanlong wucaii          |
|  |                          |

|  | Sinotyrannus kazuoensis                                                          |
|  |                                                                                  |
|  | \| \| Juratyrant langhami \| \| \| \| \| \| Stokesosaurus clevelandi \| \| \| \| |
|  |                                                                                  |
|  | Juratyrant langhami                                                              |
|  |                                                                                  |
|  | Stokesosaurus clevelandi                                                         |
|  |                                                                                  |

|  | Juratyrant langhami      |
|  |                          |
|  | Stokesosaurus clevelandi |
|  |                          |

|  | Proceratosaurus bradleyi |
|  |                          |
|  | Kileskus aristotocus     |
|  |                          |
|  | Guanlong wucaii          |
|  |                          |

|  | Sinotyrannus kazuoensis                                                          |
|  |                                                                                  |
|  | \| \| Juratyrant langhami \| \| \| \| \| \| Stokesosaurus clevelandi \| \| \| \| |
|  |                                                                                  |
|  | Juratyrant langhami                                                              |
|  |                                                                                  |
|  | Stokesosaurus clevelandi                                                         |
|  |                                                                                  |

|  | Juratyrant langhami      |
|  |                          |
|  | Stokesosaurus clevelandi |
|  |                          |

|  | Proceratosaurus bradleyi |
|  |                          |
|  | Kileskus aristotocus     |
|  |                          |
|  | Guanlong wucaii          |
|  |                          |

|  | Sinotyrannus kazuoensis                                                          |
|  |                                                                                  |
|  | \| \| Juratyrant langhami \| \| \| \| \| \| Stokesosaurus clevelandi \| \| \| \| |
|  |                                                                                  |
|  | Juratyrant langhami                                                              |
|  |                                                                                  |
|  | Stokesosaurus clevelandi                                                         |
|  |                                                                                  |

|  | Juratyrant langhami      |
|  |                          |
|  | Stokesosaurus clevelandi |
|  |                          |